# Гарчин
Гарчин (на хърватски: Garčin) е село и община в Бродско-посавска жупания, Хърватия.
Според преброяването от 2011 г. има 4806 жители, 92 % от които хървати.